# Rio Ciumfu Mare
O Rio Ciumfu Mare é um rio da Romênia, afluente do Bărbat, localizado no distrito de Hunedoara.